# Jakub Smolík
Jakub Smolík, vlastním jménem Jaroslav Smolík (* 18. září 1959 Domažlice) je český zpěvák.

## Životopis
Pochází z Hradových Střimelic, je absolventem Strojní průmyslové školy v Kolíně. V roce 1975 založil se spolužákem Lubošem Trnkou svoji první skupinu, nazvali ji Travaléři. Mezi lety 1978 a 1980 absolvoval vojenskou službu v Českých Budějovicích. Na vojně založil taneční a dechový orchestr Horizont, spolu s touto skupinou získali mnoho ocenění. Po vojně v letech 1982–1985 absolvoval studium na konzervatoři Jaroslava Ježka v Praze. V této době působil v rockových skupinách Rockyt a Kroket. V roce 1986 započal spolupráci s Lucií Bílou a skupinou Maximum Petra Hanniga. A právě producent Petr Hannig je Smolíkův objevitel, on je také původcem jeho uměleckého jména Jakub – původně se totiž jmenoval Jaroslav po otci (ke změně byl donucen). V tomto období nazpíval hit Až se ti jednou bude zdát, který poprvé zazněl v pořadu Pozor, začínáme.
V následujícím roce 1987 spolupracoval se zpěvačkami Martou Stravovou a Martinou Formanovou. Také vystupoval společně s Lukášem Vaculíkem, Miroslavem Moravcem a Dagmar Veškrnovou.
V letech 1988–1989 absolvoval turné šedesáti koncertů po celém Sovětském svazu. V roce 1992 vydal propagační desku u kamaráda Franty Kasla (Briami) s názvem Až se ti jednou bude zdát. V tomto roce mu u firmy Carmen Jiřího Zmožka vyšlo CD Největší hity country zpívá Jakub Smolík a po úspěchu tohoto CD následovalo v roce 1992 CD Největší hity country 2. V roce 1992 se mu narodila první dcera Nikola. Na písně Prý chlapi nebrečí a Ave Maria natočil videoklipy. Na koncertním turné vystupoval s Jiřím Zmožkem a Radoslavem Brzobohatým.
V roce 1993 nazpíval dvě alba s herečkou, zpěvačkou a moderátorkou Šárkou Tomanovou. V roce 1995 natočil klip na text Vítězslava Nezvala O nespočetné kráse těla. Další videoklip Víš vznikl v roce 1996, zahrála si v něm Petra Voláková.
V roce 1997 se mu narodila druhá dcera Karolína, která v současné době žije ve Zlíně, kde se i narodila.
Mezi lety 1996 a 1998 spolupracoval s Michalem Davidem na dětských projektech Písničky Ferdy mravence, Štědrý večer s panem Ladou a Méďa Béďa a jeho přátelé. V roce 1998 natočil další dva videoklipy – Živá láska (s Evou Vejmělkovou) a úspěšný hit Má Jenny.
V roce 2000 spolupracoval s Petrem Jandou a Alešem Brichtou, společně nazpívali píseň a natočili videoklip Každej si meleme svou. Začal vystupovat i na živých koncertech se skupinou Zlatí paroháči. V polovině září roku 2002 odletěl do USA, kde se zúčastnil motocyklové jízdy po slavné Route 66. V roce 2003 byl koncert v pražském Branickém divadle vyprodán, dvakrát za jeden den. V polovině prosince byl v anketě Český slavík vyhlášen skokanem roku. Na koncertě v Lucerně 9. listopadu 2005, kde jako hosté vystupovali Lenka Filipová, Wabi Daněk, Bohouš Josef, Martin Maxa, Josef Vojtek, Gábina Goldová a další, převzal zlatou desku za CD Chci ti říct.

## Rodina a koníčky

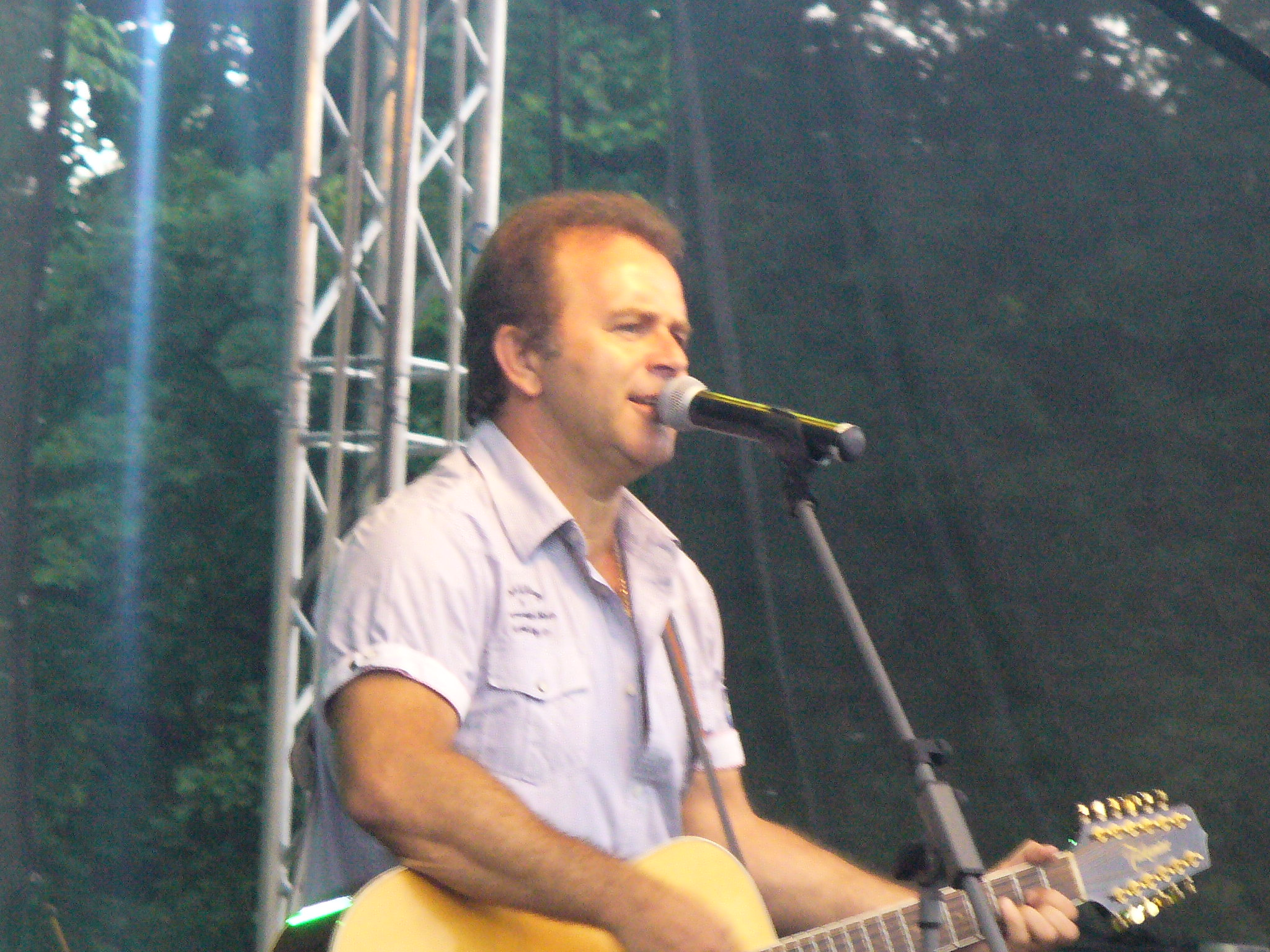
Jakub Smolík, vystoupení v Duchcově v roce 2010

V roce 2006 se mu s přítelkyní Petrou narodila dcera Petruška. Vlastnil malou cukrárnu ve Stříbrné Skalici. I když cukrárna prosperovala, tak s podnikáním v cukrárně skončil pro nedostatek času. Má kladný vztah k esoterice.

## Ocenění
- 1978 cena diváků v soutěži amatérských umělců Zpěvák Polabí (spolu s Lubošem Trnkou)
- 1987 cena za nejúspěšnější píseň roku – Duhová deska
- 2003 cena – Český slavík – skokan roku

## Diskografie
- 1992 Až se ti jednou bude zdát (Briami) (promo)
- 1992 Největší hity country zpívá Jakub Smolík (Carmen, LP,MC, CD)
- 1993 Největší hity country II (Carmen, MC, CD), (se Šárkou Tommanovou)
- 1993 Vánoční country písničky 2 (Carmen, MC, CD), (se Šárkou Tommanovou)
- 1994 Jakub Smolík country (Tommü Records, MC, CD) (podtitul – Až se ti jednou bude zdát)
- 1995 Country 95 (Tommü Records, MC, CD) (Jakub Smolík 1995)
- 1996 Víš... (Tommü Records, MC, CD)
- 1997 Lásky Jakuba Smolíka (sampler) (Tommü Records)
- 1997 Country vánoce Jakuba Smolíka (Tommü Records)
- 1998 Jakub Smolík - The Best Of (Tommü Records, MC, CD)
- 1998 Jen blázen žárlí (B&M Music, MC, CD)
- 1999 Zachraňte milenky (B&M Music, MC, CD)
- 2000 Stýskání (B&M Music, MC, CD)
- 2002 Dopisy lásky (Popron Music, MC, CD)
- 2003 Dopisy lásky - Vzpomínka na Blaník (Zlatá edice) (Popron Music, CD)
- 2003 Zlaté hity (Jakub Smolík) (B&M Music, MC, CD)
- 2003 Zachraňte milenky (B&M Music, MC, CD) (znovuvydání z 1999)
- 2004 Samotář (Popron Music, MC, CD)
- 2005 Chci ti říct... (Popron Music, MC, CD)
- 2006 36 nejkrásnějších balad (Universal Music, CD) (2CD)
- 2007 Řekni, že je nebe (Popron Music, CD)
- 2008 Jakub Smolík - Koncert (Popron Music, DVD)
- 2008 Láska se narodila o Vánocích (Popron Music, CD)
- 2009 Já za Tebou dál budu stát (Popron Music, CD)
- 2010 Ať se zastaví čas ... (Popron Music, CD)
- 2011 Paleta života (Popron Music, CD)
- 2013 Vítám každý nový den
- 2016 Šťastné a veselé Vánoce

## Kompilace
- 2003 České super hity 6 – Popron Music – 19. Holka s bílou halenou
- 2005 Hity z české diskotéky – Panther – 09. Prý chlapi nebrečí
- 2006 Tv Hity z tv seriálů a filmů  – Universal Music – 12. Sen Kovbojů (Ze Seriálu Zdivočelá Země) -(2CD)
- 2006 Snídaně v trávě – Universal Music – 08. Zachraňte milenky
- 2007 Den, kdy se vrátí láska – Universal Music – 18. Zahrada ticha
- 2007 Ak nie si moja – Universal Music – 15. Stýskání
- 2007 Nejlepší country výběr všech dob – Universal Music – 17. Zachraňte milenky (na cd1) -(2CD)

## Seznam písní
- Viz článek – Seznam písní Jakuba Smolíka.